# Festival Latinoamericano de Cine de Quito
El Festival Latinoamericano de Cine de Quito (FLACQ) es un evento anual cinematográfico en Quito,  Ecuador. Su primera edición se realizó en el año 2013.
Tiene como misión promover el desarrollo del cine de Latinoamericano. El festival cuenta con alrededor de 14.000 espectadores cada año, según la Casa de la Cultura Ecuatoriana. Las muestras se realizan en varios sedes como el Teatro Nacional Casa de la Cultura Ecuatoriana, Sala de Cine Alfredo Pareja, Teatro Universitario de la Universidad Central de Ecuador, Cumandá Parque Urbano, Teatro Capitol, Flacso Cine y Ocho y Medio.

## Premios
Hay una competencia largometraje latinoamericano y una en la categoría cortometraje nacional con premios económicos.

### Ganadores
| Año  | Mejor película latinoamericana                                         | Mejor película ecuatoriana                                            |
| ---- | ---------------------------------------------------------------------- | --------------------------------------------------------------------- |
| 2013 | Voto del público: Elefante blanco                                      | Mejor no hablar de ciertas cosas                                      |
| 2015 | Premio del jurado: El evangelio de la carne Voto del público: Conducta | Silencio en la tierra de los sueños                                   |
| 2016 | Premio del jurado: Boi Neon Voto del público: Un secreto en la caja    | Un secreto en la caja                                                 |
| 2017 | Premio del jurado: Arábia Voto del público: Translúcido                | largometraje: Alba y Quitojotes Negros cortometraje: Día de la ceniza |
| 2018 | Premio del jurado: La casa lobo Voto de público: Agujero negro         | cortometraje: Afterwork                                               |